# مقاطعة جيروم (أيداهو)
مقاطعة جيروم (بالإنجليزية: Jerome County)‏ هي إحدى مقاطعات ولاية أيداهو في الولايات المتحدة الأمريكية.